# Halowe Mistrzostwa Europy w Lekkoatletyce 2019 – skok o tyczce kobiet
Skok o tyczce kobiet – jedna z konkurencji technicznych rozgrywanych podczas halowych lekkoatletycznych mistrzostw Europy w hali Emirates Arena w Glasgow.

## Terminarz
| Data    | Godzina |              |
| ------- | ------- | ------------ |
| 2 marca | 10:03   | Kwalifikacje |
| 3 marca | 18:05   | Finał        |

## Statystyka

### Rekordy
Tabela prezentuje halowy rekord świata, rekord Europy w hali, rekord halowych mistrzostw Europy, a także najlepsze osiągnięcia w hali w Europie i na świecie w sezonie 2019 przed rozpoczęciem mistrzostw.
|                                               | Zawodniczka       | Wynik | Miejsce     | Data                |
| --------------------------------------------- | ----------------- | ----- | ----------- | ------------------- |
| Rekord świata                                 | Jennifer Suhr     | 5,02  | Albuquerque | 2 marca 2013(dts)   |
| Rekord Europy                                 | Jelena Isinbajewa | 5,01  | Sztokholm   | 23 lutego 2012(dts) |
| Rekord mistrzostw Europy                      | Jelena Isinbajewa | 4,90  | Madryt      | 6 marca 2005(dts)   |
| Najlepszy wynik na świecie w 2019 roku (hala) | Anżelika Sidorowa | 4,91  | Madryt      | 8 lutego 2019(dts)  |
| Najlepszy wynik w Europie w 2019 roku (hala)  | Anżelika Sidorowa | 4,91  | Madryt      | 8 lutego 2019(dts)  |

### Najlepsze wyniki w Europie
Poniższa tabela przedstawia 10 najlepszych rezultatów na Starym Kontynencie w sezonie 2019 przed rozpoczęciem mistrzostw.

W zestawieniu nie ujęto rosyjskich lekkoatletek zawieszonych z powodu afery dopingowej, z wyłączeniem startujących w mistrzostwach jako autoryzowani lekkoatleci neutralni.
| Pozycja | Zawodniczka           | Reprezentacja                      | Wynik | Data                | Miejsce          |
| ------- | --------------------- | ---------------------------------- | ----- | ------------------- | ---------------- |
| 1.      | Anżelika Sidorowa     | Autoryzowani lekkoatleci neutralni | 4,91  | 8 lutego(dts) br    | Madryt           |
| 2.      | Holly Bradshaw        | Wielka Brytania                    | 4,81  | 16 lutego(dts) br   | Birmingham       |
| 2.      | Nikoleta Kiriakopulu  | Grecja                             | 4,81  | 16 lutego(dts) br   | Birmingham       |
| 2.      | Angelica Bengtsson    | Szwecja                            | 4,81  | 24 lutego(dts) br   | Clermont-Ferrand |
| 5.      | Michaela Meijer       | Szwecja                            | 4,75  | 10 lutego(dts) br   | Rud              |
| 6.      | Katerina Stefanidi    | Grecja                             | 4,74  | 10 stycznia(dts) br | Reno             |
| 7.      | Ninon Guillon-Romarin | Francja                            | 4,73  | 24 lutego(dts) br   | Clermont-Ferrand |
| 8.      | Iryna Żuk             | Białoruś                           | 4,65  | 24 lutego(dts) br   | Clermont-Ferrand |
| 9.      | Lisa Ryzih            | Niemcy                             | 4,63  | 2 lutego(dts) br    | Karlsruhe        |
| 10.     | Angelica Moser        | Szwajcaria                         | 4,62  | 17 lutego(dts) br   | St. Gallen       |

Pogrubioną czcionką oznaczono zawodniczki, które wystartowały na mistrzostwach.

## Rezultaty

### Kwalifikacje
Do kwalifikacji przystąpiło 18 skoczkiń. Awans do finału dawało osiągnięcie wysokości 4,65 (Q) lub zajęcie jednego z pierwszych ośmiu miejsc (q).
Opracowano na podstawie materiału źródłowego.
| Poz. | Zawodniczka           | Reprezentacja                      | 4,10 | 4,25 | 4,40 | 4,50 | 4,60 | Rezultat | Uwagi |
| ---- | --------------------- | ---------------------------------- | ---- | ---- | ---- | ---- | ---- | -------- | ----- |
| 1.   | Anżelika Sidorowa     | Autoryzowani lekkoatleci neutralni | –    | –    | –    | o    | o    | 4,60     | q     |
| 1.   | Katerina Stefanidi    | Grecja                             | –    | –    | –    | –    | o    | 4,60     | q     |
| 1.   | Iryna Żuk             | Białoruś                           | –    | –    | o    | o    | o    | 4,60     | q     |
| 4.   | Michaela Meijer       | Szwecja                            | –    | –    | xo   | –    | o    | 4,60     | q     |
| 5.   | Angelica Moser        | Szwajcaria                         | –    | xo   | o    | xo   | o    | 4,60     | q     |
| 6.   | Ninon Guillon-Romarin | Francja                            | –    | –    | o    | o    | xo   | 4,60     | q     |
| 7.   | Nikoleta Kiriakopulu  | Grecja                             | –    | –    | xo   | xxo  | xxo  | 4,60     | q     |
| 8.   | Holly Bradshaw        | Wielka Brytania                    | –    | –    | –    | o    | xx-  | 4,50     | q     |
| 9.   | Sonia Malavisi        | Włochy                             | xo   | o    | xo   | o    | xxx  | 4,50     | =     |
| 10.  | Tina Šutej            | Słowenia                           | –    | xo   | o    | xo   | xxx  | 4,50     |       |
| 10.  | Olga Mullina          | Autoryzowani lekkoatleci neutralni | –    | xo   | xo   | xo   | xxx  | 4,50     | =     |
| 12.  | Eleni-Klaudia Polak   | Grecja                             | xo   | xxo  | o    | xxo  | xxx  | 4,50     | =     |
| 13.  | Romana Maláčová       | Czechy                             | o    | xxo  | xxo  | xxo  | xxx  | 4,50     |       |
| 14.  | Katharina Bauer       | Niemcy                             | –    | o    | o    | xxx  |      | 4,40     |       |
| 14.  | Angelica Bengtsson    | Szwecja                            | –    | –    | o    | xxx  |      | 4,40     |       |
| 16.  | Amálie Švábíková      | Czechy                             | xo   | xo   | xo   | xxx  |      | 4,40     | =     |
| 17.  | Maialen Axpe          | Hiszpania                          | o    | xo   | xxx  |      |      | 4,25     |       |
| 18.  | Wilma Murto           | Finlandia                          | xo   | xxx  |      |      |      | 4,10     |       |
| –    | Maryna Kyłypko        | Ukraina                            |      |      |      |      |      | DNS      |       |

### Finał
Opracowano na podstawie materiału źródłowego.
| Poz. | Zawodniczka           | Reprezentacja                      | 4,30 | 4,45 | 4,55 | 4,65 | 4,75 | 4,80 | 4,85 | 4,92 | Rezultat | Uwagi |
| ---- | --------------------- | ---------------------------------- | ---- | ---- | ---- | ---- | ---- | ---- | ---- | ---- | -------- | ----- |
| 01 ! | Anżelika Sidorowa     | Autoryzowani lekkoatleci neutralni | –    | –    | o    | –    | o    | o    | o    | xxx  | 4,85     |       |
| 02 ! | Holly Bradshaw        | Wielka Brytania                    | –    | –    | o    | xo   | o    | –    | xxx  |      | 4,75     |       |
| 03 ! | Nikoleta Kiriakopulu  | Grecja                             | –    | xo   | –    | xxo  | xxx  |      |      |      | 4,65     |       |
| 4.   | Angelica Moser        | Szwajcaria                         | o    | o    | o    | xxo  | xxx  |      |      |      | 4,65     | PB    |
| 4.   | Katerina Stefanidi    | Grecja                             | –    | –    | –    | xxo  | xxx  |      |      |      | 4,65     |       |
| 6.   | Iryna Żuk             | Białoruś                           | –    | o    | xo   | xxo  | xxx  |      |      |      | 4,65     | =     |
| 7.   | Ninon Guillon-Romarin | Francja                            | –    | xxo  | xo   | xxo  | xxx  |      |      |      | 4,65     |       |
| 8.   | Michaela Meijer       | Szwecja                            | –    | xo   | –    | xxx  |      |      |      |      | 4,45     |       |